# Samnanger
Samnanger é uma comuna da Noruega, com 265 km² de área e 2 322 habitantes (censo de 2005).         